# Ferrari 340 Mexico
La 340 Mexico è un'autovettura da competizione prodotta dalla Ferrari nel 1952 in quattro esemplari.

## Il contesto

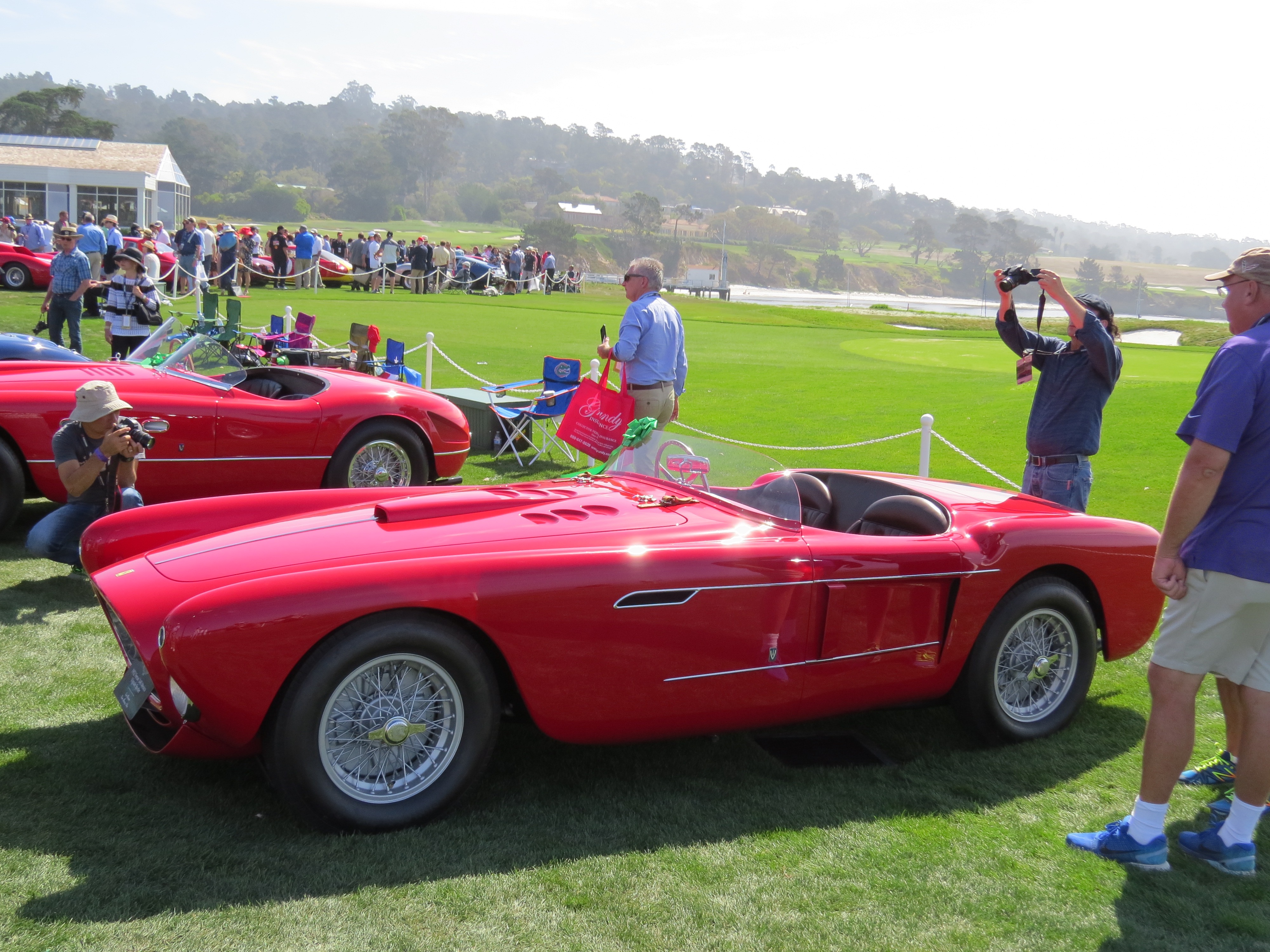
La versione spider

Il motore del modello derivava dai propulsori V12 sviluppati da Aurelio Lampredi (questi ultimi, a loro volta, traevano origine da quelli progettati da Gioachino Colombo). Dall'evoluzione dei propulsori di Lampredi si ottennero parecchi motori con cilindrate diverse per vetture da competizione. Quello da 4,1 L fu installato originariamente sulla 340 America e aveva una potenza di 220 CV. Il motore subì un'ulteriore evoluzione, che portò la potenza a 280 CV, e fu montato sulla 340 Mexico. Quest'ultima fu progettata per volere di Enzo Ferrari a seguito della vittoria della Ferrari alla Carrera Mexico del 1951, dove due 212 Inter conquistarono le prime due posizioni. L'intento infatti era di ripetere il successo nell'anno successivo con una vettura molto potente e robusta, data la durezza della gara. Al propulsore del modello furono difatti installati tre carburatori a quadruplo corpo, che ne incrementarono la potenza, e fu previsto un cambio a cinque rapporti che venne modificato rispetto a quello montato sulla 340 America. Inoltre, furono rinforzate le sospensioni posteriori e la trasmissione.
La sigla numerica nel nome del modello derivava dalla cilindrata unitaria (cioè quella relativa a un solo cilindro), che era di circa 340 cm³. In totale furono prodotti da Vignale quattro esemplari, più precisamente una spider e tre berlinette.

## Le competizioni

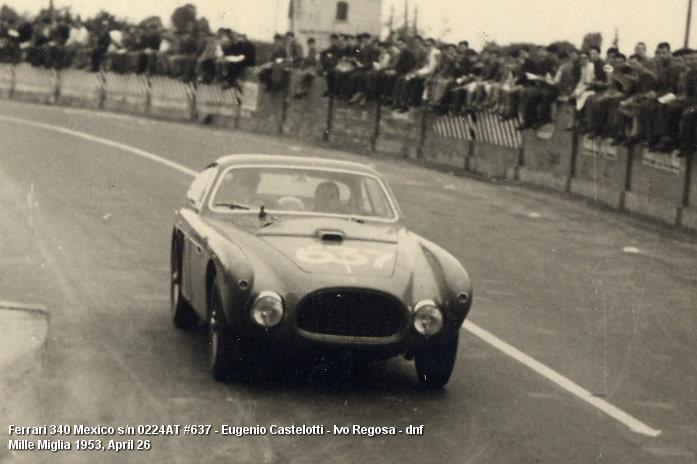
Eugenio Castellotti e Ivo Regosa alla Mille Miglia 1953

Tre esemplari del modello debuttarono il 19 novembre 1952 alla Carrera Panamericana, mentre uno non riuscì a partire. Quello guidato da Luigi Chinetti e Jean Lucas arrivò terzo dietro a due Mercedes-Benz 300 SL. In seguito l'esemplare fu venduto a Chinetti stesso, e partecipò alla Mille Miglia del 1953 con Eugenio Castellotti e alla 12 Ore di Reims, senza terminare entrambe le gare. Fu poi venduto a privati.
Gli altri due esemplari che presero parte alla Carrera Panamericana si ritirarono. Quello condotto da Alberto Ascari e Giuseppe Scotuzzi non terminò la gara per un incidente. L'esemplare condotto da Luigi Villoresi e Piero Cassani si ritirò invece per problemi al cambio. Entrambi furono in seguito venduti a privati. Il quarto esemplare costruito doveva partecipare anch'esso alla Carrera Panamericana con alla guida William Spear e Giuseppe Farina, ma non riuscì a partire.

## Caratteristiche tecniche
Il motore era un V12 a 60° non sovralimentato, anteriore e longitudinale. L'alesaggio e la corsa erano rispettivamente 80 mm e 68 mm, che portavano la cilindrata totale a 4101,66 cm³. Il rapporto di compressione era di 8:1. La testata e il monoblocco erano fabbricati in lega leggera. La potenza massima erogata dal propulsore era di 280 CV a 6600 giri al minuto.
La distribuzione era formata da un singolo albero a camme in testa che comandava due valvole per cilindro. L'alimentazione era assicurata da tre carburatori a quadruplo corpo di marca Weber e modello 40 DCF/3. L'accensione era singola e il relativo impianto comprendeva due spinterogeni. La lubrificazione era a carter umido, mentre la frizione era multidisco.
Le sospensioni anteriori erano indipendenti ed erano costituite da dei quadrilateri trasversali oltre che da una balestra montata nella stessa maniera; le sospensioni posteriori erano formate invece da un ponte rigido, doppi puntoni e da balestre longitudinali. Entrambe avevano installato ammortizzatori idraulici e una barra stabilizzatrice. I freni erano a tamburo sulle quattro ruote, mentre la trasmissione era formata da un cambio manuale a cinque rapporti più la retromarcia. Lo sterzo era a vite senza fine e settore dentato. La trazione era posteriore.
Il telaio era tubolare in acciaio. La carrozzeria era berlinetta o spider a due posti e fu fabbricata da Vignale su progetto di Giovanni Michelotti.
La velocità massima raggiunta dalla 340 Mexico era di 282 km/h.

## Versioni Speciali

### Ferrari 340 Mexico Berlinetta GWA-Tuning
Nel 2012, per commemorare i 50 anni della 340 Mexico, l'elaboratore texano Gullwing ha creato una propria versione della vettura, basandosi sulla meccanica della Ferrari 456. Questa vettura, denominata 340 Competizione, viene spinta da un propulsore V12 da 5,4 L cilindrata e 470 CV di potenza, abbinato a una trasmissione manuale a sei rapporti. A bordo risaltano in sedili in pelle senza poggiatesta con guscio in carbonio, la strumentazione ripresa dal passato e il volante a tre razze con corona in legno.